# Plant Simulation
Plant Simulation — программная среда имитационного моделирования систем и процессов. Решение предназначено для оптимизации материалопотоков, загрузки ресурсов, логистики и метода управления для всех уровней планирования от целого производства и сети производств до отдельных линий и участков.
Plant Simulation входит в состав продуктовой линейки Tecnomatix компании Siemens PLM Software.

## История продукта
В 1986 году немецкая научно-исследовательская организация «Fraunhofer Society for Factory Operation and Automation» разрабатывает объектно-ориентированную, иерархическую программу имитационного моделирования для Apple Macintosh под названием SIMPLE Mac for Apple Macintosh. В 1990 г. была основана компания AIS (нем. Angewande Informations Systeme), которой был создан продукт SIMPLE++ (нем. Simulation in Produktion Logistik und Engineering — симуляция в производственной логистике и проектировании). В 1991 г. компания AIS получила название AESOP (Angewande EDV-Systeme zur optimierten Planung).
21 октября 1997 году AESOP была куплена компанией Tecnomatix Technologies Ltd. В 2000 году продукт SIMPLE++ был переименован в eM-Plant в рамках корпоративного ребрендинга.
В начале 2005 года компания TECNOMATIX была поглощена компанией UGS Corp. и получила статус отдельного подразделения. Год спустя продукт eM-Plant был переименован и стал называться Tecnomatix Plant Simulation Tool.
В январе 2007 года компания UGS была приобретена концерном Siemens AG. C этого момента поставки и поддержка решений Tecnomatix осуществляются компанией Siemens PLM Software.

## Краткое описание
Plant Simulation представляет собой визуальную объектно-ориентированную среду для построения имитационных моделей широкого класса систем. Модели строятся из имеющейся библиотеки стандартных объектов, в которой имеются несколько основных разделов:
- Material Flow — объекты, предназначенные для обработки подвижных объектов. Например: Source (источник деталей), SingleProc (единичная операция), Buffer (накопитель), Line (конвейер).
- Movable Units — подвижные объекты: Entity (деталь), Container (тара), Transporter (самодвижущийся транспорт)
- Information Flow — объекты для информационного обеспечения модели (переменные, таблицы, генераторы событий, интерфейсы обмена данными, методы для обработки событий)
- User Interface — объекты для представления данных (графики, диаграммы)
- Fluids – объекты для моделирования трубопроводов и потоков жидкостей

Кроме стандартных объектов доступны дополнительные библиотеки, реализующие специальные объекты (краны, автоматизированные склады) или инструменты (нейронные сети, генератор вариантов).
Все объекты обладают набором параметров (например, время операции) и поведением. Можно строить более сложные структуры, объединяя базовые объекты и добавляя подпрограммы (методы) обработки событий на языке SimTalk. Таким образом можно создавать пользовательские библиотеки объектов и иерархические модели.
При моделировании подвижные объекты (Movable Units) перемещаются по созданной структуре, генерируя события в моменты времени, определяемые параметрами объектов. В частности, при входе на объект и выходе с него.
По результатам моделирования автоматически собирается статистика — производительность за промежуток времени, время использования оборудования, степень заполнения накопителей, любые другие показатели.
Помимо обычного, двумерного, представления с анимацией на основе иконок, модель может иметь трёхмерное представление. Для создания трёхмерного представления используются 3D-модели в формате JT.

## Особенности продукта
- Встроенный объектно-ориентированный язык программирования SimTalk
- Иерархическая структура модели с неограниченной глубиной вложенности
- Возможность использования в симуляции статистических параметров отказов
- Набор аналитических инструментов: анализатор узких мест, диаграмма Ганта, диаграмма Сэнки и др.
- Встроенные универсальные инструменты оптимизации
  - Автоматическое формирование и проведение наборов экспериментов
  - Оптимизация на основе генетических алгоритмов
  - Возможностью распределения вычислений на несколько компьютеров
- Интерфейсы для обмена данными (ODBC, SQL, Excel, XML, ActiveX, OPC и др.)

## Нововведения в версиях
Начиная с версии 9 реализована полноценная поддержка 64-битной архитектуры для возможности обработки больших массивов данных. Осуществлён переход на стандартное графическое ядро DirectModel, что позволило обмениваться с другими приложениями моделями в формате JT. Инструмент Pack and Go, позволяет записать имитационную модель в виде исполняемого файла EXE, не требующего лицензии Plant Simulation для своей работы. Инструмент «Менеджер библиотек», позволяющий отслеживать версии используемых в модели прикладных библиотек, изымать и добавлять новые библиотеки в модель.
В версии 10 реализован интерфейс обмена данными с PLM-системой Teamcenter, позволяющий автоматизировать получение исходных данных для симуляции. Появился интерфейс SQLite. Добавлены специализированные объекты для моделирования конвейерных систем.
В версии 11 произошел перевод ядра продукта на Юникод, что сняло ограничения в применении национальных языков, вплоть до названия объектов и операторов в коде. В объектах материалопотока появился стандартный функционал учета энергопотребления.
Начиная с версии 12 стандартная библиотека содержит объекты для моделирования потока жидкостей. Продукт получил новый пользовательский интерфейс с ленточным меню. Как результат сотрудничества с компанией Bentley Systems, 3D-визуализатор стал поддерживать импорт геометрии в виде облака точек.
Версия 13 поддерживает встроенный язык программирования SimTalk 2.0 с упрощенным синтаксисом и новыми возможностями. Обеспечена совместимость с прошлыми версиями, так как в модели можно использовать SimTalk 2.0 и 1.0 одновременно.

## Использование
Plant Simulation используется во многих отраслях промышленности. Например, в автомобилестроении, машиностроении, авиационно-космической промышленности, обрабатывающей промышленности, электронной промышленности, производстве товаров народного потребления, логистике, на транспорте, в судостроении   и других отраслях.
Plant Simulation также используется в исследовательских целях учебными заведениями и научными организациями.
На сайте доступна бесплатная студенческая версия программы.